# Giuseppe Raimondo de Cesàro
Giuseppe Raimondo de Cesàro, né le 7 septembre 1849 à Naples et mort le 20 janvier 1939 en Belgique, est un minéralogiste et cristallographe italo-belge de la fin du XIXe et du début du XXe siècle.

## Biographie
Giuseppe de Cesàro naquit à Naples le 7 septembre 1849. Après des études dans sa ville natale, il s’inscrivit à l’école des mines de Liège en 1866. Un caractère rebelle, une santé déficiente, des revers de fortune l’obligèrent à quitter l’université après deux ans avec le grade de candidat. Il se fit donc professeur particulier pour financer d’amples recherches de cristallographie.
Naturalisé belge en 1888. Ces travaux lui valurent d’être appelé à l’université de Liège le 16 janvier 1891 comme chargé de cours de cristallographie et de minéralogie, avec dispense du diplôme légal de docteur en sciences.
Nommé professeur en 1895, il enseigna jusqu’en 1921, produisant des centaines de travaux de cristallographie descriptive, notamment sur les minéraux du sol belge, mais aussi des études très poussées de cristallographie théorique et optique. C’est lui qu’Albert Ier choisit comme précepteur de mathématiques du futur roi Léopold III.
Élu correspondant de l’Académie des sciences (section de minéralogie) à Paris le 17 mars 1930.

## Travaux en minéralogie
On lui doit la description de la fraipontite.

## Récompense
La cesarolite lui est dédiée par Buttgenbach & Gillet en 1920.